# Ateliers Dinand
 (décembre 2016).
Si vous disposez d'ouvrages ou d'articles de référence ou si vous connaissez des sites web de qualité traitant du thème abordé ici, merci de compléter l'article en donnant les références utiles à sa vérifiabilité et en les liant à la section « Notes et références ».
Les Ateliers Dinand sont une agence française de design qui travaille pour une clientèle française et internationale.
Historiquement, les Ateliers Dinand sont, depuis plus de 50 années, dans les domaines du parfum, de la cosmétique, du maquillage et des spiritueux.
Certaines de leurs créations sont devenues des classiques de la parfumerie. Les Ateliers Dinand sont aujourd'hui considérés, par ses pairs, comme l’une des toutes premières et des plus prestigieuses références, l’un des plus grands spécialistes mondiaux de l'architecture de parfum.

## Histoire
Les Ateliers Dinand sont fondés en 1968 à Paris par le designer Pierre Dinand.
Les premières réalisations sont les flacons Madame de Rochas, Opium d'Yves Saint Laurent et Magie noire de Lancôme. À ce jour l'agence a collaboré à la conception de plus de 1000 parfums et lignes de cosmétiques[réf. souhaitée].

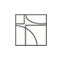
Ateliers Dinand

Depuis leur création, Les Ateliers Dinand ont participé au renouvellement des formes et des matériaux du flaconnage. Les Ateliers Dinand ont associé le verre à d'autres matériaux tels que le plastique galvanisé (Calandre pour Paco Rabanne), la résine Ionomère Surlyn (Obsession pour Calvin Klein), ou encore le nylon (Opium d'Yves Saint Laurent).
Ces dernières années, les Ateliers Dinand ont développé parallèlement le design architectural et sont devenus ainsi lauréats en 2019 du concours international d'architecture "Réinventer Paris 2" organisé par la Mairie de Paris[source insuffisante], et du concours du Geste d'Or, catégorie projets, geste d'argent, pour l'Usine d'Auteuil à Paris dans le 16e arrondissement.

## Réalisations
Parmi les réalisations des Ateliers Dinand beaucoup proviennent d'une rencontre entre un couturier et son équipe de designers, ainsi Obsession pour Calvin Klein où les créations pour la couturière américaine Vera Wang[réf. nécessaire].
Les Ateliers Dinand on collaboré avec les marques Azzaro, Balenciaga, Balmain, Burberry, Calvin Klein, Caron, Carven, Dolce & Gabbana, Giorgio Armani, Givenchy, Jean Patou, Lanvin, Paco Rabanne, Rochas, Valentino, Yves Saint Laurent et d'autres.

## Récompenses
- FiFi Awards (New York, 2003) meilleur packaging féminin de l'année pour le parfum Vera Wang
- Foundation Award (Dubai, 2014) meilleur parfum féminin pour Awtar d'Arabian Oud
- Réinventer Paris 2 (Paris, 2019), lauréat du concours international d'architecture organisé par la Mairie de Paris[1].
- Geste d'Or (Paris, 2019) : lauréat Geste d'argent dans la catégorie « projets » pour l'Usine d'Auteuil.